# Gecowo
Gecowo (bułg. Гецово, dawniej Хасанлар Chasanłar, Борисово Borisowo ) – wieś w północno-zachodniej Bułgarii, gmina Razgrad, obwód Razgrad. Wieś znajduje się w dolinie rzeki Biały Łom w odległości 4 kilometrów od Razgradu. Zamieszkuje ją 1879 osób (2008 r.).

## Historia
W 1828 r., w czasie wojny rosyjsko-tureckiej, miała tutaj miejsce potyczka zwycięska dla oddziałów tureckich dowodzonych przez Omera Vrionisa.

### Nazwa
W czasach panowania tureckiego i do 1894 r. wieś nazywała się Chasanłar (bułg. Хасанлар), od 1894 – Borisowo (bułg. Борисово, na cześć narodzin późniejszego cara Borysa III). Obecna nazwa pochodzi z czasów komunizmu i jest związana z partyzantem Geco Nedełczewem (bułg. Гецо Неделчев), który urodził się w tej wsi i został rozstrzelany w 1944 r. we wsi Litakowo (obwód sofijski).

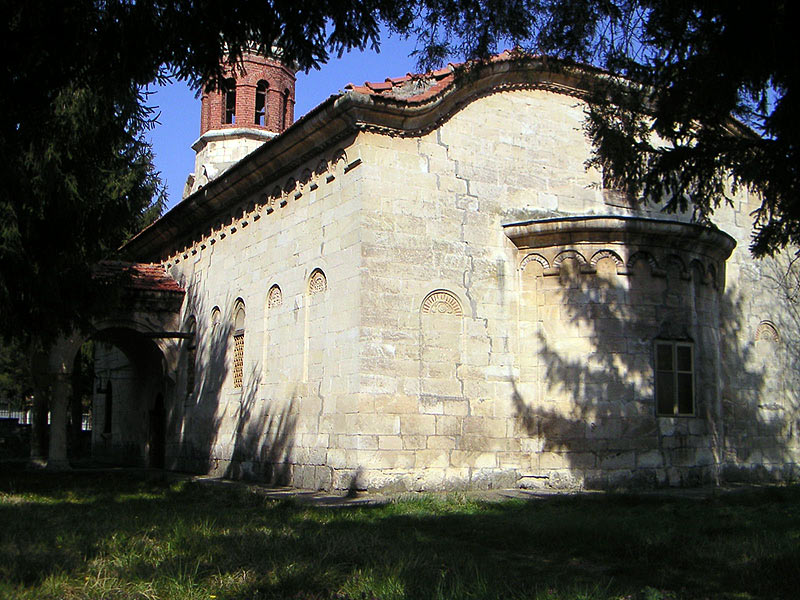
Gecowo, cerkiew Św. Dymitra z 1867 r.

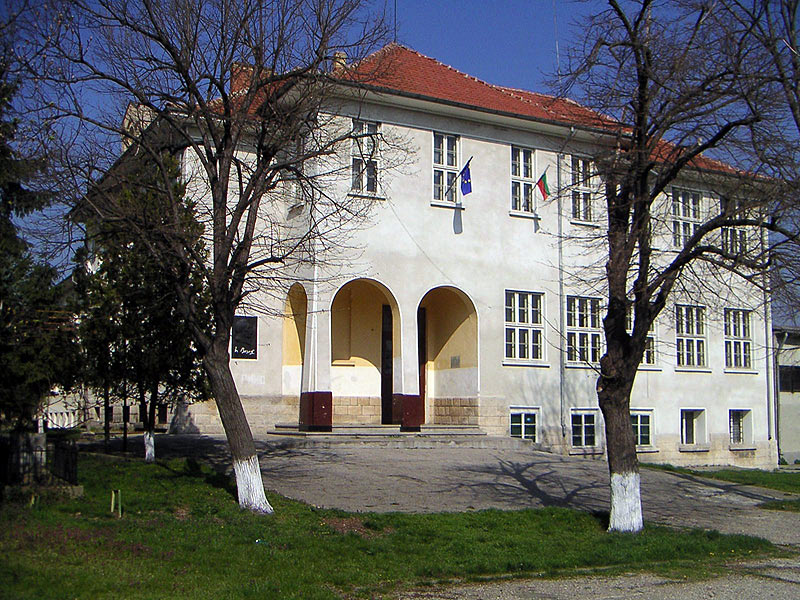
Gecowo, szkoła Iwana Wazowa z 1933 r.